# Cambridge (Wisconsin)
Cambridge è un comune degli Stati Uniti, situato in Wisconsin, nella Contea di Dane e in parte nella Contea di Jefferson.